# Coop Naturaline

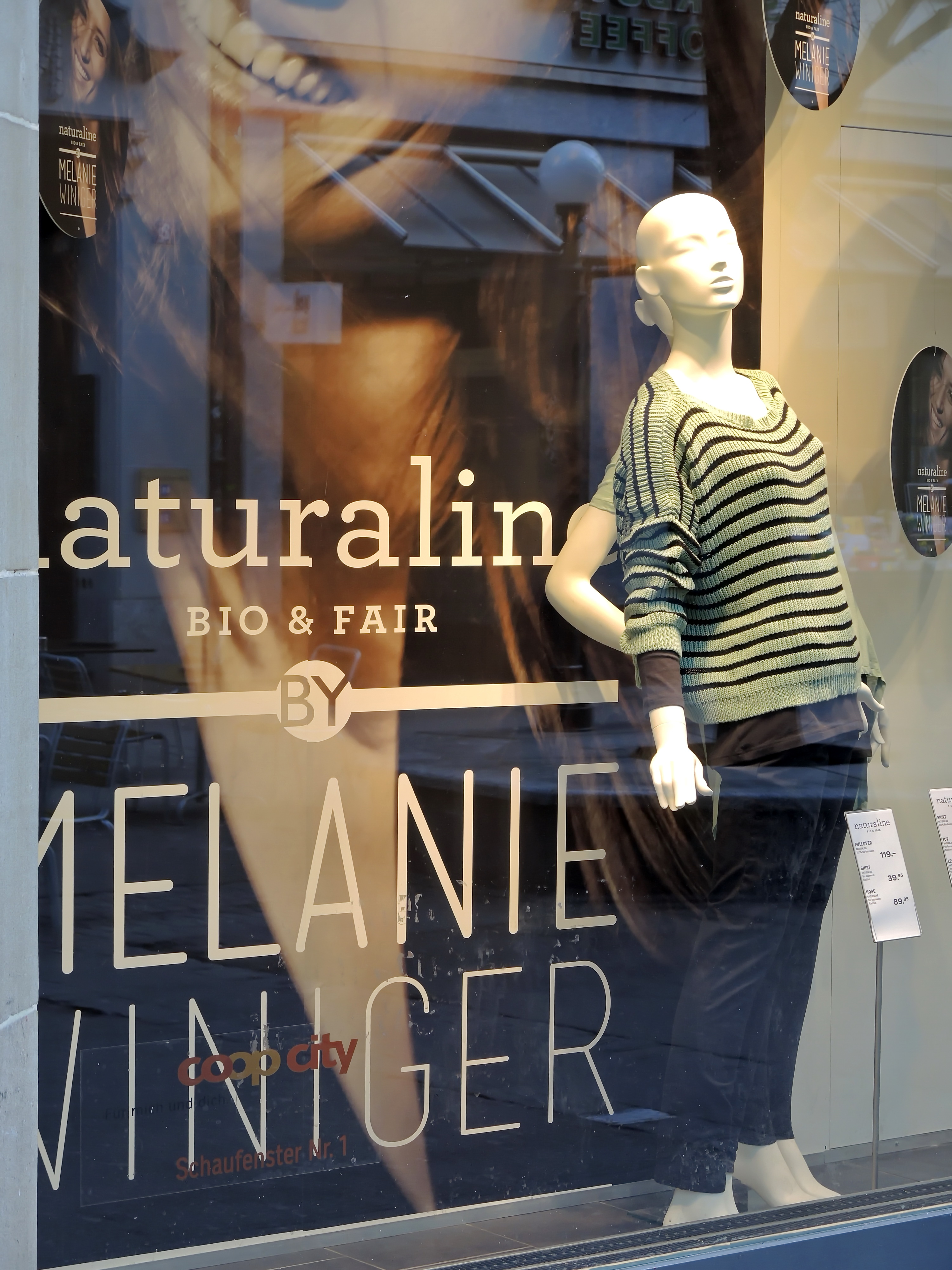
Naturaline by Melanie Winiger, Coop City St. Annahof in Zürich

Coop Naturaline ist ein Modelabel des Schweizer Detailhandelsunternehmens Coop (Schweiz).

## Geschichte
Seit 1993 führt Coop Schweiz umwelt- und sozialfreundliche Kleider in seinem Sortiment. 1995 wurde das Naturaline-Sortiment aus 100 % Bio-Baumwolle eingeführt, und zwei Jahre später in Zusammenarbeit mit der von Patrick Hohmann gegründeten Remei AG die Stiftung bioRe ins Leben gerufen. Die Stiftung verfolgt das Ziel der Hilfe zur Selbsthilfe und investiert in die Verbesserung der Lebensbedingungen von Bauernfamilien in Indien und Tansania. Dies beinhalte die Förderung des Anbaus von Bio-Baumwolle sowie soziale Projekte und soll den beteiligten Familien eine langfristig gesicherte Existenz in einer intakten Umwelt sichern.

## Sortiment
Die Produktelinie umfasst rund 500 Artikel, darunter Modekollektionen für Frauen, Männer und Kinder, Heimtextilien und Kosmetik–Watteprodukte aus Fair Trade–Produktion. Naturaline wird in den sogenannten Coop Supermärkten und Coop City Warenhäusern angeboten (Stand: März 2014).

## Nachhaltigkeit
Die CO2–neutral produzierte Baumwolle aus biologischem Anbau wird in Indien und Tansania hergestellt, wobei vor Ort soziale Projekte, wie Biogasanlagen, je ein Ausbildungszentrum für Bauern in Indien und Tansania sowie 17 Dorfschulen für 750 Schulkinder realisiert wurden (Stand: Juni 2012).
Bereits seit 2008 ist die Schweizer Schauspielerin Melanie Winiger als Markenbotschafterin für Naturaline tätig und reiste in dieser Funktion Mitte 2011 nach Indien.
Produziert werden sollen die Produkte von Unternehmen, die den internationalen SA8000-Standard einhalten. Coop hat gemäss eigenen Angaben als erstes Schweizer Unternehmen eine Absichtserklärung mit Greenpeace unterzeichnet, mit dem Ziel einer Reduktion von gefährlichen Chemikalien in der Textilproduktion bis 2020.

## Auszeichnungen
Die Produktelinie wurde im Rahmen des Projekts Sustainia des Weltgipfels Rio 2012 als eines von hundert weltweit vorbildlichen und visionären Projekten im Bereich Handel mit biologischen und fair gehandelten Textilien prämiert. National wurde Coop Naturaline unter anderem 2006 mit dem Swiss Ethics Award ausgezeichnet.